# Höhenland

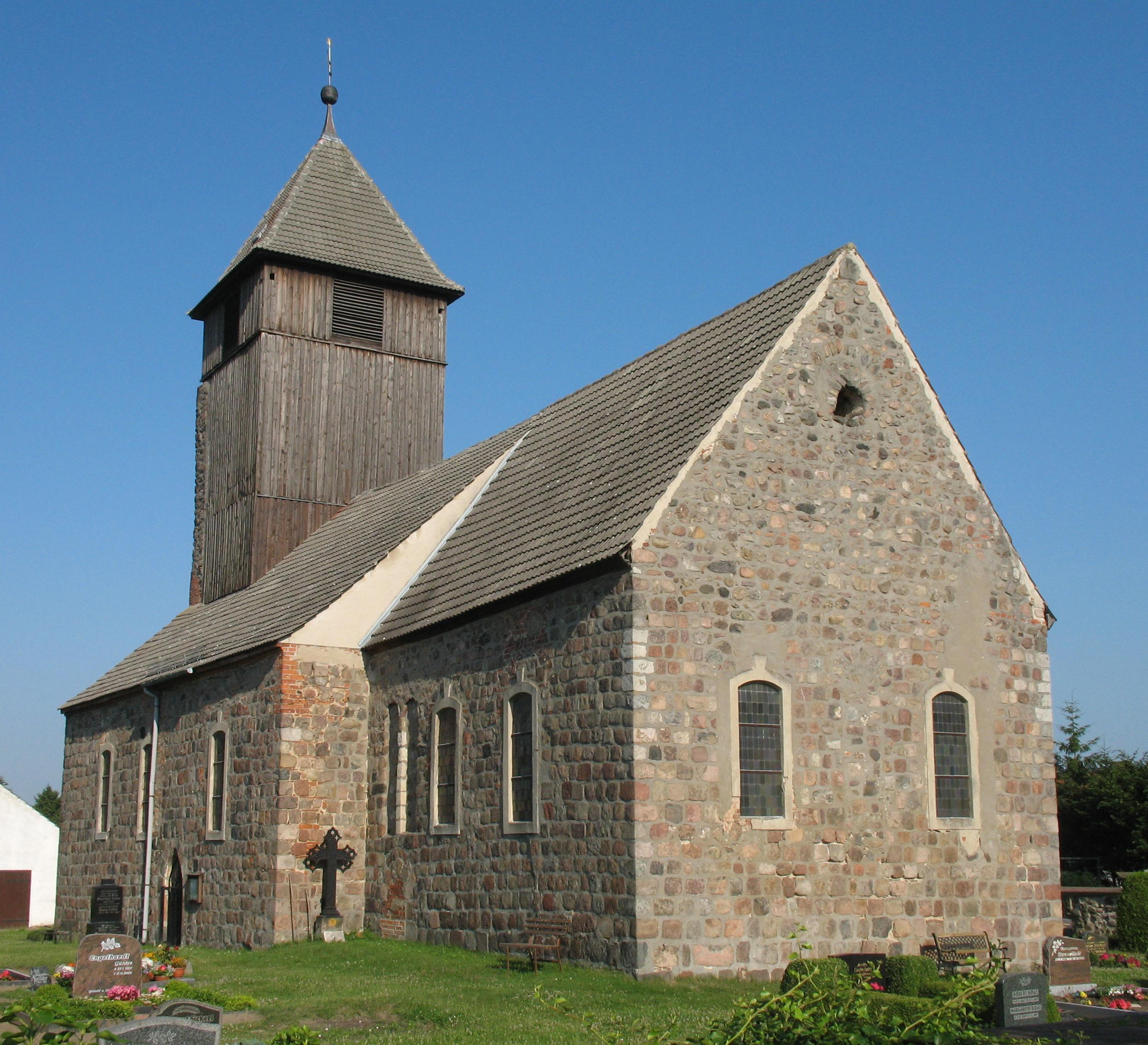
Nhà thờ Leuenberg

Höhenland là một đô thị ở huyện Märkisch-Oderland, bang Brandenburg, Đức. Đô thị này có diện tích 53,83 km², dân số thời điểm 31 tháng 12 năm 2006 là 1075 người.

Wölsickendorf
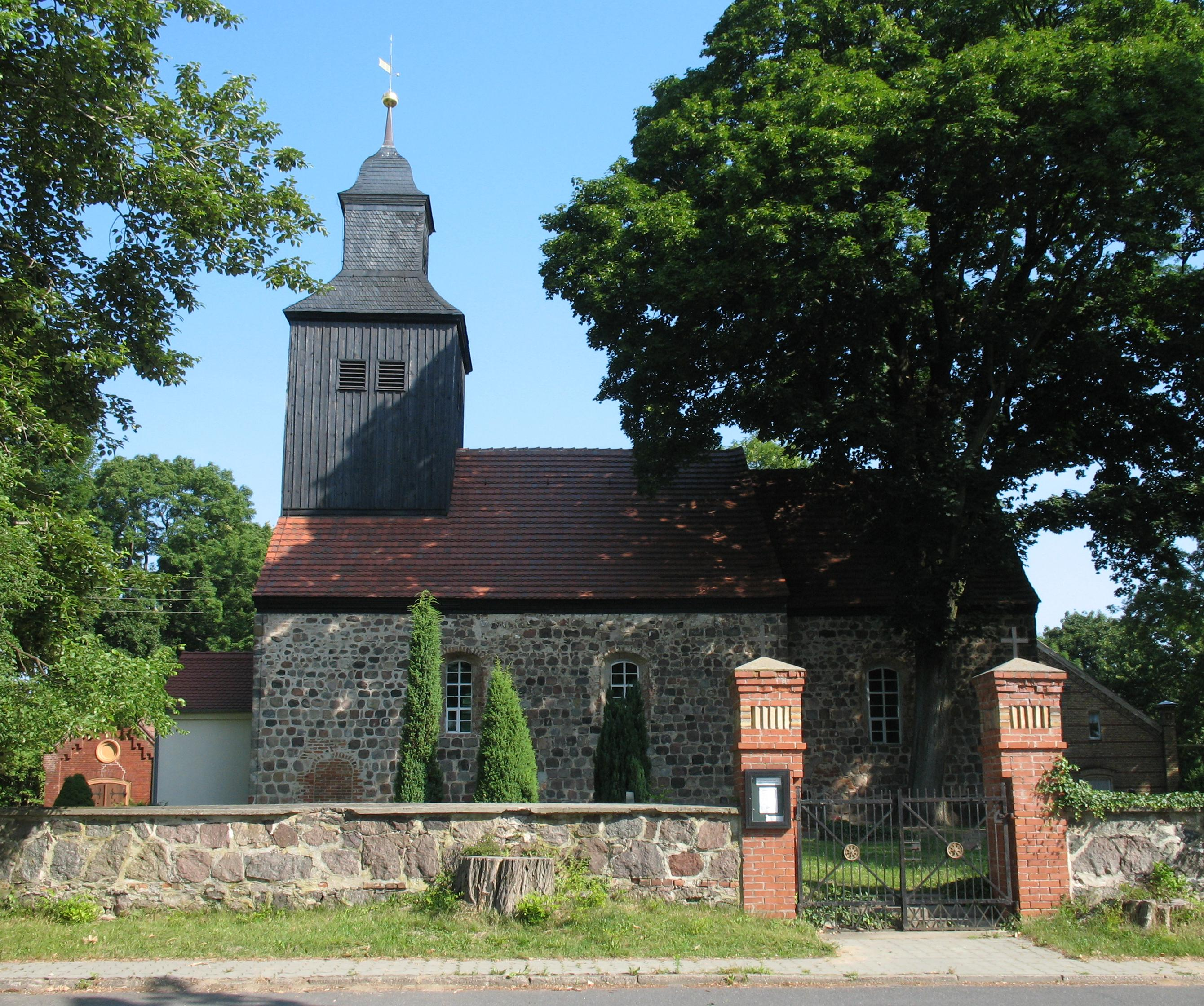
Nhà thờ
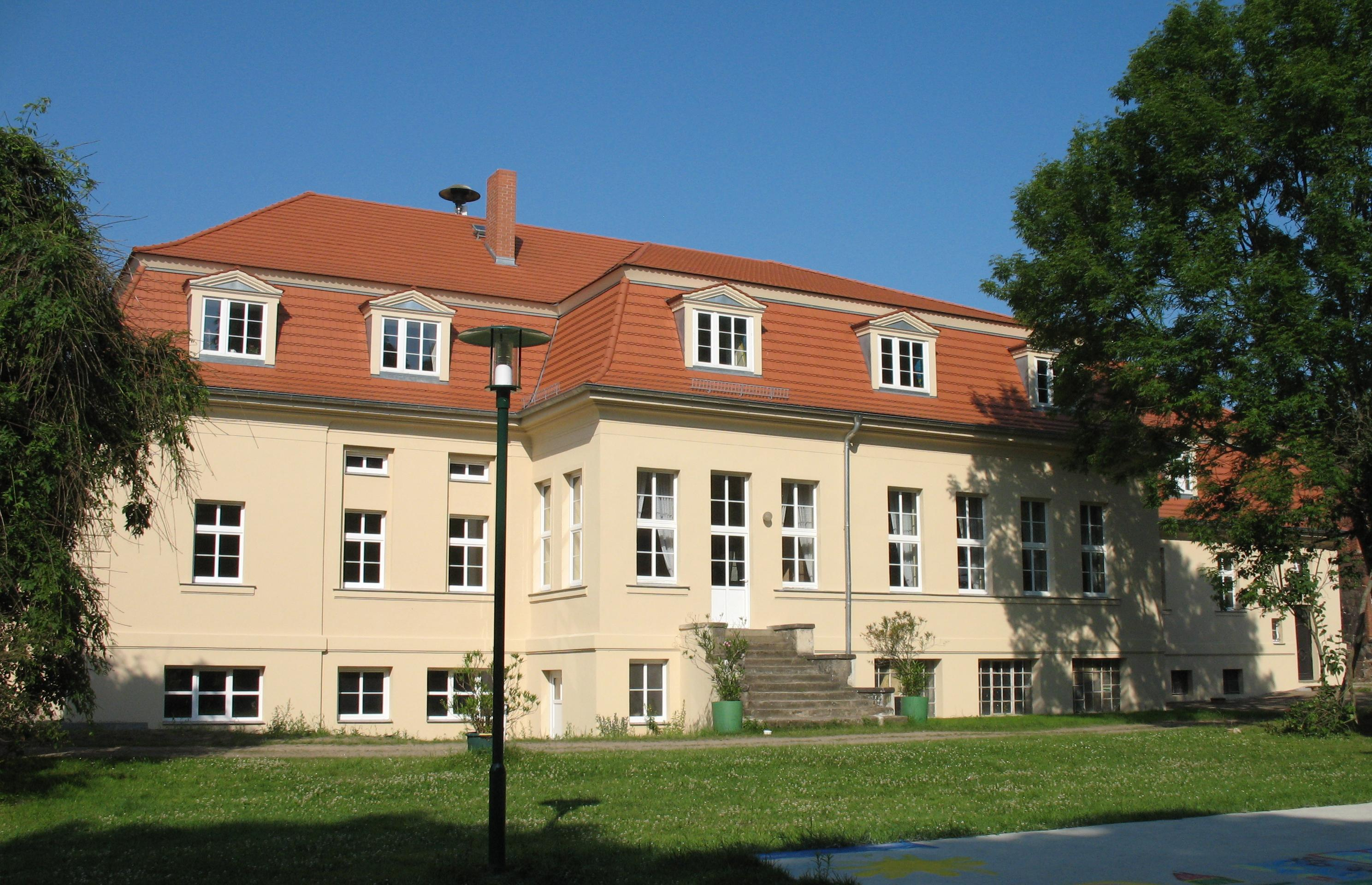
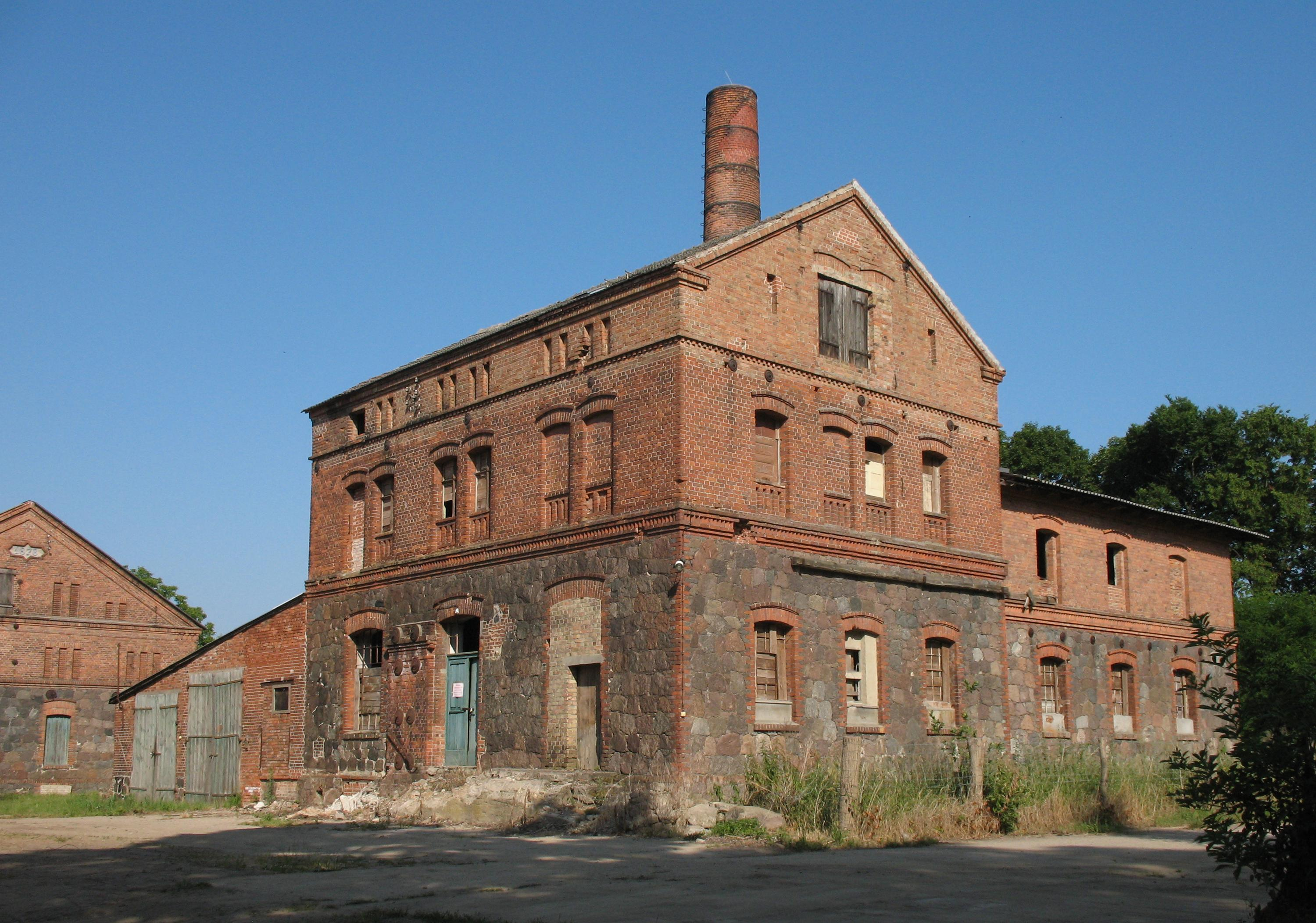
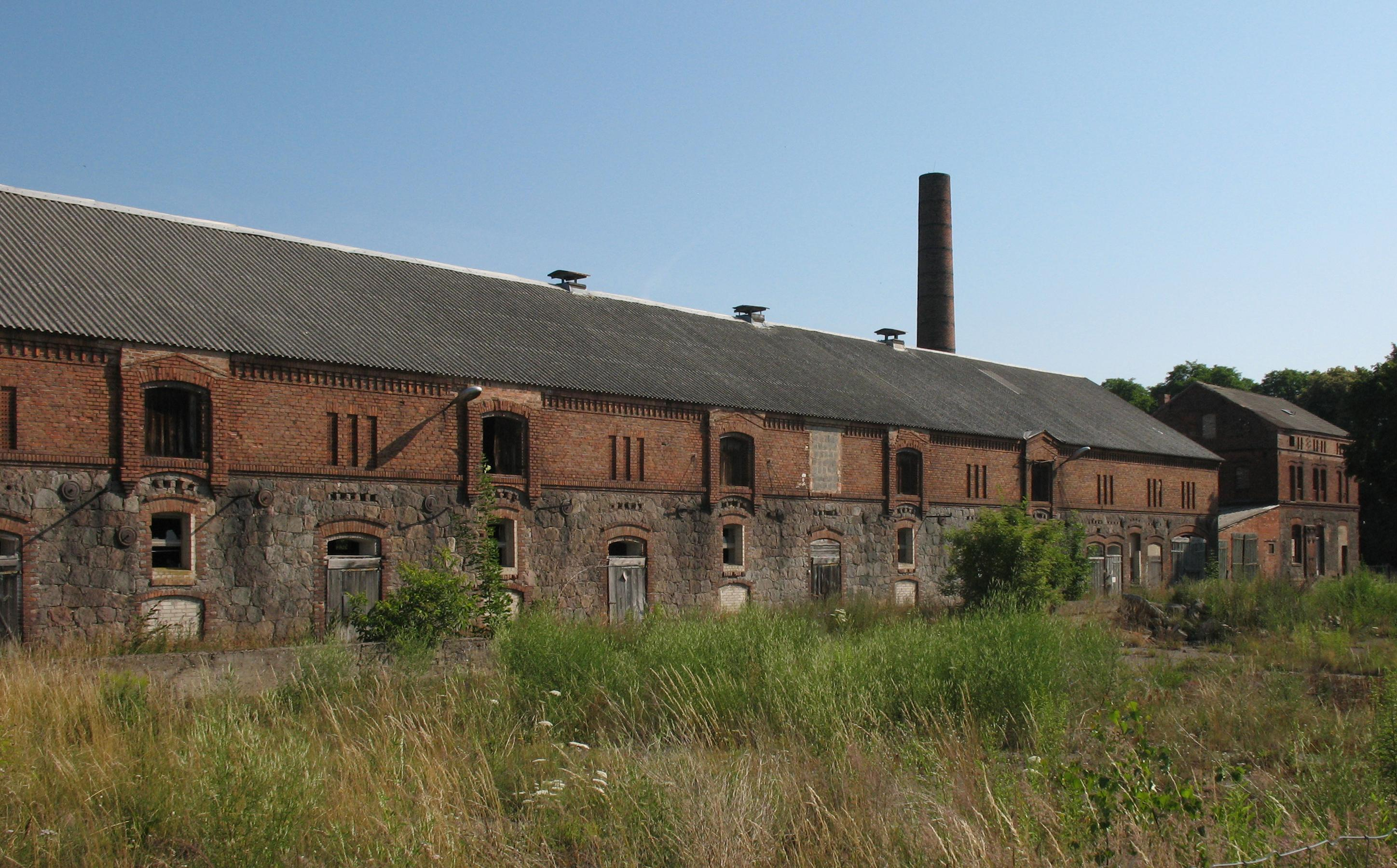
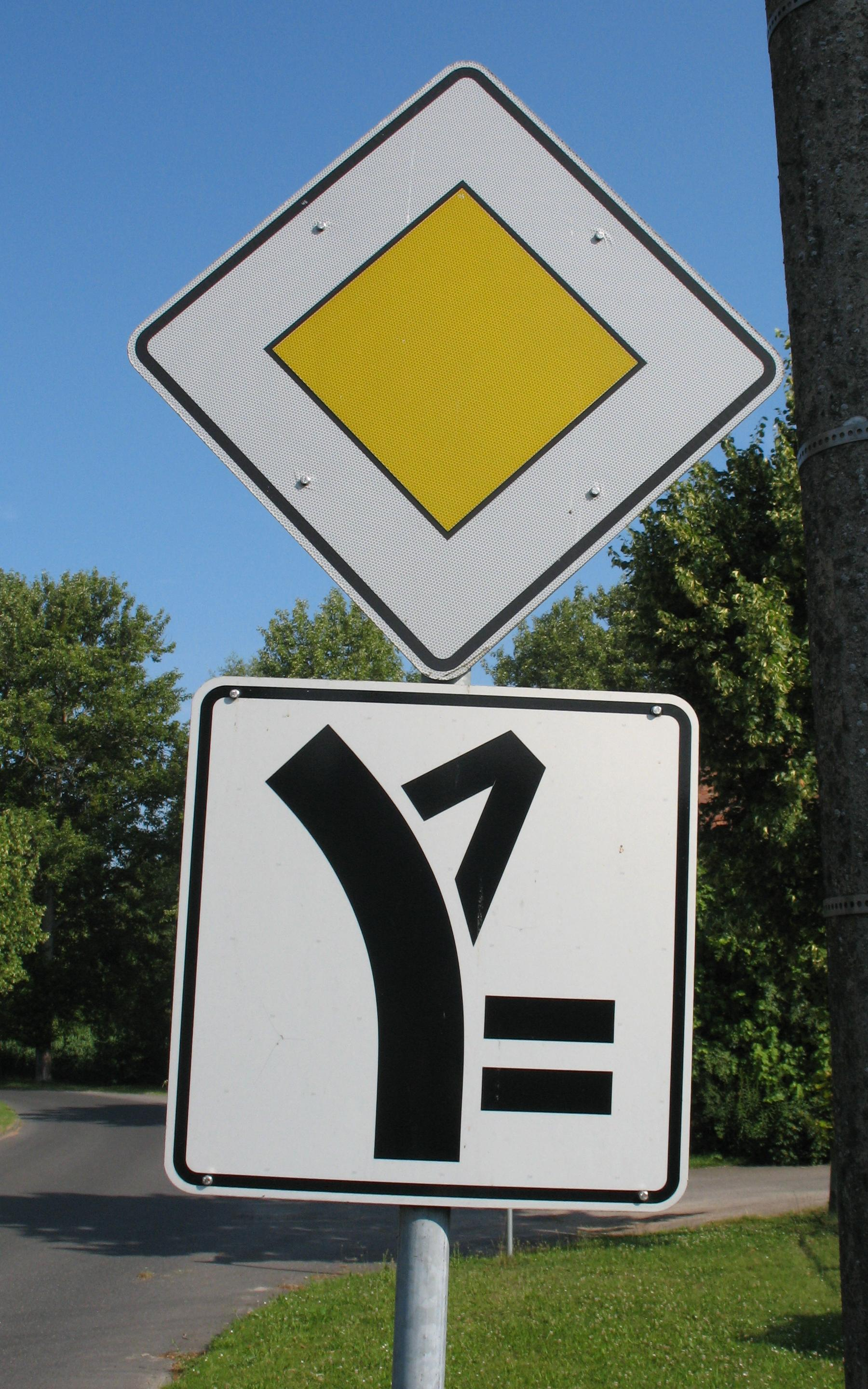